# NN-8
La carretera NN-8 es una vía departamental secundaria que conecta la ciudad de El Viejo con la comunidad de El Congo, ambas ubicadas en el departamento de Chinandega en Nicaragua.

## Trazado
La ruta inicia en el casco urbano de El Viejo y se extiende por 4,85 km en dirección este hacia El Congo, atravesando zonas agrícolas.

## Estado
Fue rehabilitada en 2014 como parte del plan de mejoramiento vial para facilitar el transporte de productos agroindustriales en la región.